# Tony Darrow
Tony Darrow  (født 1. oktober 1938 i New York, USA) er en amerikansk skuespiller. Han er bedst kendt som Sonny Bunz i Goodfellas fra 1990, og som Larry Barese i tv-serien The Sopranos.